# Веніта (Орегон)
Веніта (англ. Veneta) — місто (англ. city) в США, в окрузі Лейн штату Орегон. Населення — 5214 особи (2020).

## Географія
Веніта розташована за координатами 44°2′50″ пн. ш. 123°21′5″ зх. д. / 44.04722° пн. ш. 123.35139° зх. д. (44.047150, -123.351335).  За даними Бюро перепису населення США в 2010 році місто мало площу 6,66 км², уся площа — суходіл.

## Демографія
Згідно з переписом 2010 року, у місті мешкала 4561 особа в 1730 домогосподарствах у складі 1241 родини. Густота населення становила 685 осіб/км².  Було 1830 помешкань (275/км²).
Расовий склад населення:
| - 91,8 % — білих - 1,4 % — корінних американців - 0,8 % — азіатів - 0,4 % — чорних або афроамериканців - 0,2 % — вихідців з тихоокеанських островів - 1,9 % — осіб інших рас |

До двох чи більше рас належало 3,6 %. Частка іспаномовних становила 5,5 % від усіх жителів.
За віковим діапазоном населення розподілялося таким чином: 25,4 % — особи молодші 18 років, 63,9 % — особи у віці 18—64 років, 10,7 % — особи у віці 65 років та старші. Медіана віку мешканця становила 35,2 року. На 100 осіб жіночої статі у місті припадало 97,2 чоловіків;  на 100 жінок у віці від 18 років та старших — 95,5 чоловіків також старших 18 років.
Середній дохід на одне домашнє господарство  становив 56 942 долари США (медіана — 41 558), а середній дохід на одну сім'ю — 60 027 доларів (медіана — 53 594). Медіана доходів становила 42 417 доларів для чоловіків та 31 690 доларів для жінок. За межею бідності перебувало 25,2 % осіб, у тому числі 23,9 % дітей у віці до 18 років та 16,0 % осіб у віці 65 років та старших.
Цивільне працевлаштоване населення становило 1849 осіб. Основні галузі зайнятості: освіта, охорона здоров'я та соціальна допомога — 22,2 %, виробництво — 16,7 %, науковці, спеціалісти, менеджери — 13,0 %, роздрібна торгівля — 11,5 %.